# Okręg wyborczy nr 4 do Senatu Rzeczypospolitej Polskiej
Okręg wyborczy nr 4 do Senatu Rzeczypospolitej Polskiej obejmuje obszar powiatów świdnickiego i wałbrzyskiego oraz miasta na prawach powiatu Wałbrzycha (województwo dolnośląskie). Wybierany jest w nim 1 senator na zasadzie większości względnej.
Utworzony został w 2011 na podstawie Kodeksu wyborczego. Po raz pierwszy zorganizowano w nim wybory 9 października 2011. Wcześniej obszar okręgu nr 4 należał do okręgu nr 2.
Siedzibą okręgowej komisji wyborczej jest Wałbrzych.

## Reprezentanci okręgu
| Rok  | Rok  | Senator                      | Komitet wyborczy                           |
| ---- | ---- | ---------------------------- | ------------------------------------------ |
|      | 2011 | Wiesław Kilian               | Platforma Obywatelska RP                   |
| 2015 |      | Wiesław Kilian               | Platforma Obywatelska RP                   |
|      | 2019 | Agnieszka Kołacz-Leszczyńska | KKW Koalicja Obywatelska PO .N iPL Zieloni |
| 2023 |      | Agnieszka Kołacz-Leszczyńska | KKW Koalicja Obywatelska PO .N iPL Zieloni |

## Wyniki wyborów
Symbolem „●” oznaczono senatora ubiegającego się o reelekcję.

### Wybory parlamentarne 2011
| Kandydat                                                                                      | Kandydat            | Komitet wyborczy             | Głosów | Głosów | Głosów |
| Kandydat                                                                                      | Kandydat            | Komitet wyborczy             | Liczba | %      | +/–    |
| --------------------------------------------------------------------------------------------- | ------------------- | ---------------------------- | ------ | ------ | ------ |
|                                                                                               | Wiesław Kilian      | Platforma Obywatelska RP     | 35 461 | 30,63  | –      |
|                                                                                               | Patryk Wild         | KWW Rafał Dutkiewicz         | 28 282 | 24,42  | –      |
|                                                                                               | Maciej Badora       | Prawo i Sprawiedliwość       | 22 098 | 19,09  | –      |
|                                                                                               | Henryk Rataj        | Sojusz Lewicy Demokratycznej | 12 200 | 10,54  | –      |
|                                                                                               | Zbigniew Chlebowski | KWW Zbigniewa Chlebowskiego  | 11 729 | 10,13  | –      |
|                                                                                               | Andrzej Marciniak   | Polskie Stronnictwo Ludowe   | 5999   | 5,18   | –      |
| Frekwencja: 43,23% Liczba głosów ważnych: 115 769 (96,82%) Źródło: Państwowa Komisja Wyborcza |                     |                              |        |        |        |

### Wybory parlamentarne 2015
| Kandydat                                                                                      | Kandydat             | Komitet wyborczy                             | Głosów | Głosów | Głosów |
| Kandydat                                                                                      | Kandydat             | Komitet wyborczy                             | Liczba | %      | +/–    |
| --------------------------------------------------------------------------------------------- | -------------------- | -------------------------------------------- | ------ | ------ | ------ |
|                                                                                               | Wiesław Kilian ●     | Platforma Obywatelska RP                     | 36 383 | 30,60  | –0,03  |
|                                                                                               | Jerzy Langer         | Prawo i Sprawiedliwość                       | 33 231 | 27,95  | +8,86  |
|                                                                                               | Jerzy Franckiewicz   | Nowoczesna Ryszarda Petru                    | 18 019 | 15,15  | –      |
|                                                                                               | Henryk Rataj         | KKW Zjednoczona Lewica SLD+TR+PPS+UP+Zieloni | 12 789 | 10,75  | +0,21  |
|                                                                                               | Aleksander Acedański | KORWiN                                       | 10 475 | 8,81   | –      |
|                                                                                               | Mariusz Gregorczyk   | Polskie Stronnictwo Ludowe                   | 4635   | 3,90   | –1,28  |
|                                                                                               | Zdzisław Natanek     | KWW „Niezależni” Zdzisława Natanka           | 3383   | 2,84   | –      |
| Frekwencja: 45,91% Liczba głosów ważnych: 118 915 (97,17%) Źródło: Państwowa Komisja Wyborcza |                      |                                              |        |        |        |

### Wybory parlamentarne 2019
| Kandydat                                                                                      | Kandydat                     | Komitet wyborczy                           | Głosów | Głosów | Głosów |
| Kandydat                                                                                      | Kandydat                     | Komitet wyborczy                           | Liczba | %      | +/–    |
| --------------------------------------------------------------------------------------------- | ---------------------------- | ------------------------------------------ | ------ | ------ | ------ |
|                                                                                               | Agnieszka Kołacz-Leszczyńska | KKW Koalicja Obywatelska PO .N iPL Zieloni | 70 209 | 49,85  | +4,10  |
|                                                                                               | Kamil Zieliński              | Prawo i Sprawiedliwość                     | 51 722 | 36,73  | +8,78  |
|                                                                                               | Mirosław Lubiński            | KWW Mirosława Lubińskiego                  | 18 899 | 13,42  | –      |
| Frekwencja: 57,06% Liczba głosów ważnych: 140 830 (97,98%) Źródło: Państwowa Komisja Wyborcza |                              |                                            |        |        |        |

### Wybory parlamentarne 2023
| Kandydat                                                                                      | Kandydat                       | Komitet wyborczy                           | Głosów | Głosów | Głosów |
| Kandydat                                                                                      | Kandydat                       | Komitet wyborczy                           | Liczba | %      | +/–    |
| --------------------------------------------------------------------------------------------- | ------------------------------ | ------------------------------------------ | ------ | ------ | ------ |
|                                                                                               | Agnieszka Kołacz-Leszczyńska ● | KKW Koalicja Obywatelska PO .N iPL Zieloni | 90 659 | 58,68  | +8,83  |
|                                                                                               | Renata Wierzbicka              | Prawo i Sprawiedliwość                     | 51,003 | 31,62  | -5,11  |
|                                                                                               | Piotr Ludkowski                | Konfederacja Wolność i Niepodległość       | 15 652 | 9,70   | –      |
| Frekwencja: 70,50% Liczba głosów ważnych: 161 314 (97,86%) Źródło: Państwowa Komisja Wyborcza |                                |                                            |        |        |        |